# Ry, Seine-Maritime
Ry är en kommun i departementet Seine-Maritime i regionen Normandie i norra Frankrike. Kommunen ligger i kantonen Darnétal som tillhör arrondissementet Rouen. År 2022 hade Ry 786 invånare.

## Befolkningsutveckling
Antalet invånare i kommunen Ry
| Referens: INSEE |